# 因乜家事過聖誕
是一部2004年的美國浪漫喜劇電影，由麥克·米契執導，哈瑞·艾逢、黛博拉·卡普蘭、珍妮弗·文蒂米利亞和約書亞·史坦寧編劇。主演是賓·艾佛力、占士·簡東費尼、姬絲汀娜·艾寶琪和嘉芙蓮·奧哈拉。
本片最初定於2003年聖誕節上映，但被推遲以避免與賓·艾佛力的2003年科幻驚悚電影《致命報酬》競爭。本片在評價和商業上失敗，預算為4500萬美元，全球總計獲得1510萬美元，令本片成為票房炸彈。

## 演員
- 賓·艾佛力 飾 Drew Latham
- 占士·簡東費尼 飾 Tom Valco
- 姬絲汀娜·艾寶琪 飾 Alicia Valco
- 嘉芙蓮·奧哈拉 飾 Christine Valco
- 喬許·祖克曼 飾 Brian Valco
- 比爾·馬西（英语：Bill Macy） 飾 Doo-Dah/Saul
- 珍妮花·摩利遜 飾 Missy Vangilder
- 烏多·基爾 飾 Heinrich
- 大衛·塞爾比（英语：David Selby） 飾 Horace Vangilder
- 史蒂芬妮·菲瑞希（英语：Stephanie Faracy） 飾 Letitia Vangilder
- 斯蒂芬·魯特 飾 Dr. Freeman
- 西·理查德森（英语：Sy Richardson） 飾 Doo-Dah Understudy
- 坦治·安布洛斯（英语：Tangie Ambrose） 飾 Kathryn
- 彼得·傑森（英语：Peter Jason） 飾 Suit
- Ray Buffer 飾 Arnie
- 菲爾·路易斯（英语：Phill Lewis） 飾 Levine the Lawyer
- Hailey Noelle Johnson 飾 Little girl
- 西恩·馬奎特（英语：Sean Marquette） 飾 Older brother
- 桑雅·艾迪（英语：Sonya Eddy） 飾 Security lady
- 湯姆·肯尼 飾 Man wrapping gift

## 外部連結
- 互联网电影数据库（IMDb）上《因乜家事過聖誕》的资料（英文）
- Box Office Mojo上《因乜家事過聖誕》的資料（英文）
- 豆瓣电影上《因乜家事過聖誕》的資料 （简体中文）
- 爛番茄上《因乜家事過聖誕》的資料（英文）
- Metacritic上《因乜家事過聖誕》的資料（英文）